# Куригёль
Куригёль (перс. قوریگل‎) — озеро в провинции Восточный Азербайджан на северо-западе Ирана, примерно 18 км к северо-западу от Анабаптиста и 40 км к юго-востоку от Тебриза. Расположено в аллювиальной котловине, а окружено крайними северо-восточными отрогами Саханда и окрестными горами, расположенными на 1905 м на высоте над уровнем моря. Озеро имеет поверхность 129 га, глубину 5,0 м и объём 3 млн м³. Водой обеспечивается оно главным образом с помощью локальных источников и притоков, которые образуются в результате весеннего таяния снега, а текут в сторону северо-востока. Из-за очень большого биоразнообразия озера и прилегающих болот, 23 июня 1975 года. Куригёль провозглашён рамсарским регионом. Высота над уровнем моря — 1920 м.

## География
Куригёль расположено на северо-западе Иранского нагорья и в тектонической котловине, ограниченной отрогами Баш-Дага (3205 м) на востоке, Кух-е-Кандула (2237 м) на северо-западе, и Саханда на юго-западе. В районе озера сталкиваются две геологические структуры — в районе вулкана преобладают магматические породы, а в районе двух малых гор — кембрийско-триасовые осадочные породы. Стратиграфический профиль района озера состоит из грязи, расположенной на слоях глинистого сланца. Озеро имеет форму буквы «Т» и в верхней части простирается на 2,3 км в направлении с востока на запад, а в нижней части — на 1,9 км. Площадь Куригёля составляет 1,29 км², объём 3 млн м³, а средняя глубина 2,5 м. Литторальный пояс по направлению к юго-западу — имеет небольшой наклон, а в остальных направлениях в сторону горных склонов он — гораздо более крутой. Самые близкие населённые пункты, которые тяготеют к Куригёлю — Иманаб-е Джадид (500 м к юго-западу), Юсефабад (2,0 км к западу) и Карган-е Джадид (4,0 км к юго-востоку). По южному берегу Куригёля проложена государственная Трасса-16 (Ардебиль-Тебриз), Трасса-32 (Тегеран-Тебриз) и Автотрасса-2 (Тегеран-Тебриз), а между этих дорог и озёр — расположен ряд мест отдыха и рекреационных объектов.

## Гидрология
Куригёль в гидрологическом и гидрогеологическом смыслах классифицируется к урмийскому бассейну, а с озером его связывают реки Дали-Чай, Кар-Чай и Тальхе-Руд. Более узкий бассейн с Куригёлем охватывает регион приблизительно 30 км², и его водоразделы определяются верхами двух гор, двумя горными перевалами, которые их отделяют от Саханда и антиклиналями Бойюк-Дага (2596 м), который собой представляет один из второстепенных кратеров данного вулкана. Западные водоразделы отделяют его от бассейна Уджан-Чая, а южные — от бассейна Руд-е Саидабада, а обе реки являются притоками Тальхе-Руда. В озерной котловине преобладает бореальный климат, а среднегодовое количество осадков составляет приблизительно 300 мм. Озеро водою обеспечивается прежде всего с помощью юго-западных притоков и северных горных источников, а самый большой уровень воды регистрируется в течение весны. Площадь Куригёля как правило покрывается льдом в конце декабря и остается под снегом в течение всей зимы

## Флора и фауна
Куригёль — эвтрофное (богатое биогенными элементами) озеро с очень выраженной литторальной вегетацией на юге, а болота изобилуют главным образом видами родов Scirpus и Carex. Фауна озера включает десятки видов птиц — и перелетных, и оседлых, которые выбирают озеро из-за весьма благоприятных природных условий. Среди них преобладает лысуха, насчитывающая 12.500 пар в каждом году. Другие виды по количеству пар:
- от 100 до 1000 пар: хохлатая чернеть (Aythya fuligula), белокрылая болотная крачка (Chlidonias leucopterus), турухтан (Philomachus pugnax), широконоска (Anas clypeata), черношейная поганка (Podiceps nigricollis), ходулочник (Himantopus himantopus).
- от 10 до 100 пар: белощёкая болотная крачка (Chlidonias hybridus), жёлтая цапля (Ardeola ralloides), галстучник (Charadrius hiaticula), белоглазый нырок (Aythya nyroca), круглоносый плавунчик (Phalaropus lobatus), поручейник (Tringa stagnatilis), чайконосая крачка (Gelochelidon nilotica), малый погоныш (Porzana parva), чибис (Vanellus vanellus), красноножка (Tringa totanus).
- до 10 пар: кряква (Anas platyrhynchos), тонкоклювая камышовка (Acrocephalus melanopogon), дроздовидная камышовка (Acrocephalus arundinaceus), большая выпь (Botaurus stellaris), степной сокол (Falco cherrug), красноголовый нырок (Aythya ferina), пеганка (Tadorna tadorna), серая утка (Anas strepera), речная крачка (Sterna hirundo)[6].

Озеро зимою прекращает быть местом остановки перелетных птиц, учитывая то, что месяцами оно покрыто льдом и снегом. Остальная фауна включает 19 видов пресмыкающихся, один вид рыбы и десятки млекопитающих, среди которых есть и персидский леопард.